# Microtan 65
De Microtan 65 (soms afgekort tot M65) was een 6502-gebaseerde singleboardmicrocomputer die door Tangerine Computer Systems op de markt gebracht werd in 1979. De computer kon worden uitgebreid tot wat, voor die tijd, een compleet en krachtig systeem was. Het ontwerp was de basis voor wat later de Oric Atmos werd.
De Microtan 65 was bedoeld voor algemeen gebruik en was ontworpen met uitbreidbaarheid in gedachten. Op deze manier konden gebruikers, zoals laboratoria, OEM's maar ook gewone computerliefhebbers het systeem aanpassen naar eigen behoefte om er bijvoorbeeld een gespecialiseerd controlesysteem, een leermiddel of een generiek computerapparaat van te maken. De computer was leverbaar in volledig gemonteerde staat of als bouwpakket, bestaande uit een printplaat en onderdelen die aan elkaar gesoldeerd moesten worden. Van 1979 tot 1983 werden er in totaal zo'n 10.000 exemplaren verkocht.
In 1983 verkocht Tangerine Computer Systems de rechten op de Microtan aan Microtanic Computer Systems, om zich te concentreren op zijn nieuwe Oric-systeem. Microtanic bleef nog een aantal jaren uitbreidingskaarten voor de Microtan 65 ontwikkelen.
Ter aanvulling op de hardware en om gebruikers verdere ondersteuning te bieden, werd het tijdschrift Tansoft Gazette (genoemd naar de Liverpool Software Gazette) opgericht. De redactie was in handen van Tangerine-medewerker Paul Kaufman, die redacteur bleef toen het tijdschrift werd omgedoopt tot Oric Owner. Tansoft werd ook de naam van het officiële softwarehuis van Tangerine Computer, dat een reeks softwareproducten en boeken leverde voor het Microtan-systeem en later voor de Oric-computerreeks.

## Moederbord

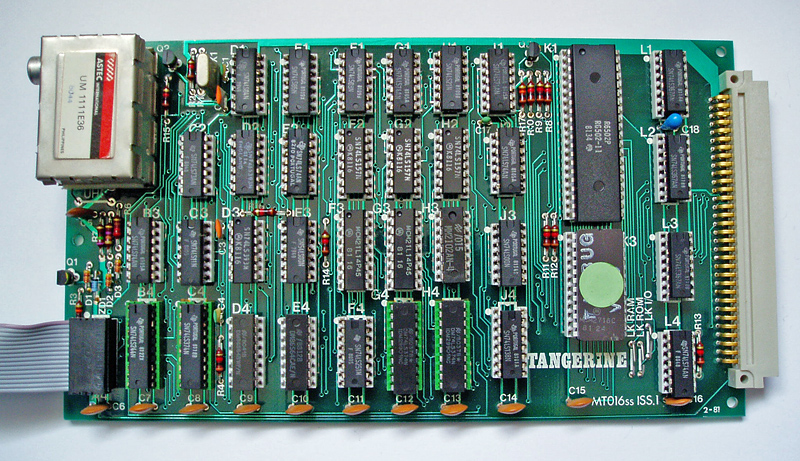
Het Microtan 65 moederbord

Het Microtan 65-moederbord was vrij eenvoudig naar de huidige normen, met:
- een NMOS 6502-CPU die op een kloksnelheid van 750 kHz draaide
- 1K byte RAM, dat gebruikt werd voor zowel het schermgeheugen als voor gebruikersprogramma's
- 1K byte ROM voor het TANBUG-monitorprogramma
- videologica en een televisie-RF-modulator, voor de weergave van 16 rijen van 32 tekens
- een softwarematig gescand hexadecimaal toetsenbord[6]
- een optioneel ASCII-toetsenbord

## TANEX-uitbreidingskaart
Het toevoegen van een TANEX-uitbreidingskaart leverde een aantal extra functies op:
- een add-on voor TANBUG genaamd XBUG
- ruimte voor 7K bytes RAM
- vijf EPROM-sockets
- twee 6522 VIA's
- een 6551 UART, die een cassette-interface biedt voor het opslaan en ophalen van programma's en een seriële interface

## Verdere uitbreidingen
De Microtan 65 was ontworpen als een modulair systeem dat naar behoefte kon worden uitgebreid, en hiervoor bevatte elk bord een 80-pins connector aan één uiteinde, waardoor het kon worden aangesloten op een backplane. Een eenvoudige "minibackplane" met twee sockets verbond de Microtan 65- en TANEX-borden. Het systeem was in deze vorm ook kant-en-klaar verkrijgbaar bij Tangerine, compleet met behuizing en ASCII-toetsenbord, als de Tangerine Micron. Voor verdere uitbreiding kon de gebruiker een volledige backplane kopen met tien extra sockets, waardoor het totale aantal beschikbare sockets op twaalf kwam. Hiervoor was een rack-gebaseerde behuizing beschikbaar, in zwart en zilver met een zwart frontpaneel afgewerkt met Tangerines kenmerkende oranje.